# Aspiduchus cavernicola
Aspiduchus cavernicola är en kackerlacksart som beskrevs av Rehn, J. W. H. 1951. Aspiduchus cavernicola ingår i släktet Aspiduchus och familjen jättekackerlackor.
Artens utbredningsområde är Puerto Rico. Inga underarter finns listade.